# گورنگا سلاتینا (لسکوواتس)
گورنگا سلاتینا (به صربی: Gornja Slatina) یک منطقهٔ مسکونی در صربستان است که در لسکواس واقع شده‌است. گورنگا سلاتینا ۲۱۰ نفر جمعیت دارد و ۲۹۶ متر بالاتر از سطح دریا واقع شده‌است.